# Eustroma dictyota
Eustroma dictyota là một loài bướm đêm trong họ Geometridae.